# Джаланги
Джала́нги (англ. Jalangi, бенг. জলজ্ঞী নদী) — река в Индии, один из рукавов Ганга, впадающий в реку Хугли. Джаланги протекает по территории округов Муршидабад и Надия в штате Западная Бенгалия. На берегах Джаланги расположено бенгальское селение Гхурни в районе Кришнанагара, которое является крупным центром глиняной скульптуры. В месте слияния Ганги и Джаланги расположен Маяпур — место рождения индуистского святого Чайтаньи Махапрабху и священное место паломничества для кришнаитов.